# 1080i

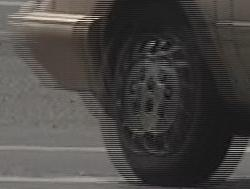
Пример кадра, полученного в результате некорректного деинтерлейсинга чересстрочного видео. Современные устройства отображения используют прогрессивную развёртку и чересстрочный сигнал ТВ обязательно подвергается в них деинтерлейсингу

1080i — чересстрочная разновидность единого международного стандарта разложения (англ. Common Image Format, CIF), использующаяся в цифровом телевидении высокой чёткости (ТВЧ, англ. HDTV). Стандарт предусматривает соотношение сторон экрана 16:9, и разрешающую способность изображения 1920 × 1080 квадратных пикселей. Каждый кадр видео 1080i передаётся в двух полукадрах, по 540 строк (вертикальных элементов) каждый. В чётном полукадре передаются чётные строки изображения, а в нечётном — нечётные.

## Описание стандарта
Стандарты 1080i входят в пакет CIF (англ. Common Image Format) международного соглашения о размерах изображения ТВЧ, утверждённого комиссией МККР в августе 1999 года. Размеры изображения соответствуют рекомендации ITU-R BT.709.3 предусматривающей квадратный пиксель, в отличие от предыдущих аналоговых стандартов 1125/60 и 1250/50. Число «1080» обозначает число активных строк, участвующих в построении изображения с учётом обратного хода кадровой развёртки. Полное количество строк стандарта составляет 1125, однако современное обозначение, принятое в цифровом телевидении, учитывает только количество активных элементов по вертикали.
Горизонтальная чёткость в соответствии со стандартной для чересстрочной развёртки ТВЧ частотой дискретизации видеосигнала 74,25 МГц, составляет 2200 отсчётов, приходящихся на длительность строки, 1920 из которых — активные, то есть видимы в кадре.
Стандартом CIF предусмотрено использование различной кадровой частоты, которая может составлять 60, 50, 30, 25 и 24 кадров в секунду, включая дробные значения 1,001 от номинального. Частоты 60, 50 и 24 используются в «прогрессивном» стандарте 1080p, а система 1080i рассчитана только на две частоты 30 и 25 кадров в секунду при удвоенной полукадровой. 
Такое разнообразие допустимых значений кадровой частоты позволяет объединять технические средства кинематографа и телевидения наиболее простым способом. Частота 60 полукадров используется в странах, с телевидением стандартной чёткости разрешением 480i (США, Канада, Япония и Бразилия), а частота 50 полукадров принята в регионах, которые традиционно используют стандарт 576i (Европа, Австралия, большая часть Азии и Африки, некоторые страны Южной Америки). Оба варианта могут использоваться совместно с основными цифровыми телевизионными стандартами: ATSC и DVB. В документации EBU, действующей на европейской территории, стандарт разложения 1080i с частотой 50 полукадров называется System 2 (S2) и соответствует стандарту SMPTE 274M-2008.  

Стандарт 1080i непосредственно совместим с некоторыми телевизорами высокой чёткости с электронно-лучевой трубкой, на которых он может быть отображён изначально в чересстрочной форме. Но для отображения на современных ЖК и плазменных телевизорах, использующих только прогрессивную развёртку, должен быть применён деинтерлейсинг принимаемого сигнала, в противном случае возможно искажение изображения. 
Все британские HD каналы на спутниковых, кабельных и наземных платформах, включая BBC HD и ITV1 HD вещают в этом стандарте. В США, 1080i является главным стандартом для CBS, NBC и The CW, хотя некоторые партнёры (особенно те, которые вещают по два цифровых подканала в HD) организовали вещание по стандарту 720p. Fox и ABC/ESPN вещают в стандарте 720p, хотя многие филиалы ABC, принадлежащие Hearst Television и Belo Corporation, вещают и в стандарте на 1080 строк, в то время как большинство таких программ должны быть интерполированы до 720p.
Некоторые форматы видеозаписи, рассчитанные на вертикальную чёткость в 1080 строк, используют цифровое анаморфирование и прямоугольный пиксель, растянутый по горизонтали. При стандартном соотношении сторон 16:9 количество элементов составляет 1440×1080, а в случае прямоугольного пикселя 2:1 размер кадра соответствует 960×1080 элементов. Использование половины горизонтального разрешения и только одного поля каждого кадра со сглаживающей фильтрацией приводит к стандарту разложения, известному как 540p, который имеет размер кадра 960×540 и 30 или 25 кадров в секунду.